# Jan Dirk van der Harten

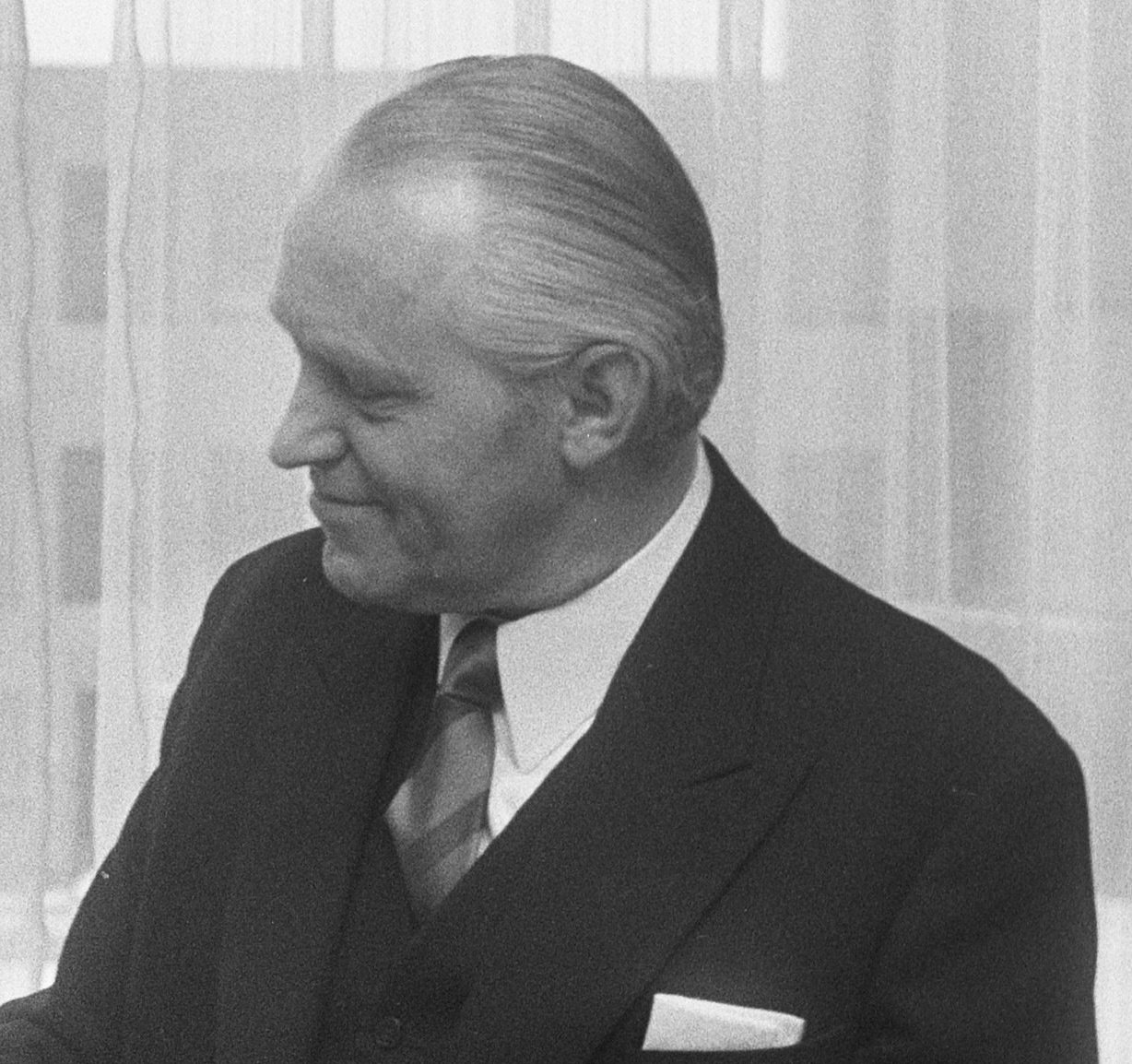
J.D. van der Harten (1973)

Jan Dirk van der Harten (Eindhoven, 13 mei 1918 – Eindhoven, 23 augustus 1998) was een politicus uit de Nederlandse stad Eindhoven. 
Van der Harten werd geboren als zoon van Camille Johan Joseph van der Harten en Lucia Amalia Scheuller. Hij trouwde te Eindhoven op 27 november 1952 met Amalia Elisabeth Marie Therese Scheuller, geboren te Lanklaar (België) op 10 februari 1928.
Na werkzaam geweest te zijn als kunsthandelaar, journalist, wethouder van Eindhoven en gedeputeerde werd hij in 1973 door de Staten van Brabant naar voren geschoven als hun nieuwe Commissaris. Hij maakte veelvuldig werkbezoeken in zijn provincie en gold als een flexibele persoonlijkheid, die altijd bereid was compromissen te sluiten.
Zijn loopbaan:
- chef redacteur "Eindhovens Dagblad" te Eindhoven, van 1958 tot 1966
- lid gemeenteraad van Eindhoven, van 4 september 1962 tot 1 september 1970
- wethouder van Eindhoven, van 6 september 1966 tot 3 juni 1970
- lid Provinciale Staten van Noord-Brabant, van 5 juli 1966 tot 1 december 1973
- lid Gedeputeerde Staten van Noord-Brabant voor ruimtelijke ordening, van 7 juli 1970 tot 1 december 1973
- Commissaris van de Koningin in Noord-Brabant, van 1 december 1973 tot 1 juni 1983

Van der Harten was Ridder in de Orde van de Nederlandse Leeuw en Grootofficier in de Orde van Oranje-Nassau, Groot-officier in de Orde van Leopold II, Groot-officier in de Orde van het Heilig Graf in Jerusalem, Groot-officier in de Orde van Gregorius de Grote en drager van het Verzetsherdenkingskruis.